# Kostel Povýšení svatého Kříže (Petržalka)
Kostel Povýšení svatého Kříže je římskokatolický kostel, který se nachází v bratislavské městské části Petržalka.
Byl postaven v letech 1931–1932 podle návrhu zlínského architekta Vladimíra Karfíka. Svým výrazem patří mezi typické stavby funkcionalistického architektonického směru. Kostel slouží svému původnímu účelu dodnes.

## Identifikační údaje
- Adresa: Daliborovo náměstí 1, Bratislava
- Architekt: Vladimír Karfík
- Stavitel: Arnošt Sehnal
- Návrh: 1930
- Realizace: 1931 - 1932

## Historie
Kostel vznikl na základě žádosti obyvatel Petržalky společnosti Baťa o finanční příspěvek na výstavbu kostela. Společnost nabídla vlastní projekt podle návrhu architekta Vladimíra Karfíka. Návrh byl zpracován v roce 1930, samotná výstavba probíhala v letech 1931 až 1932 pod vedením zlínského stavitele Arnošta Sehnala.

## Poloha, urbanismus, okolí

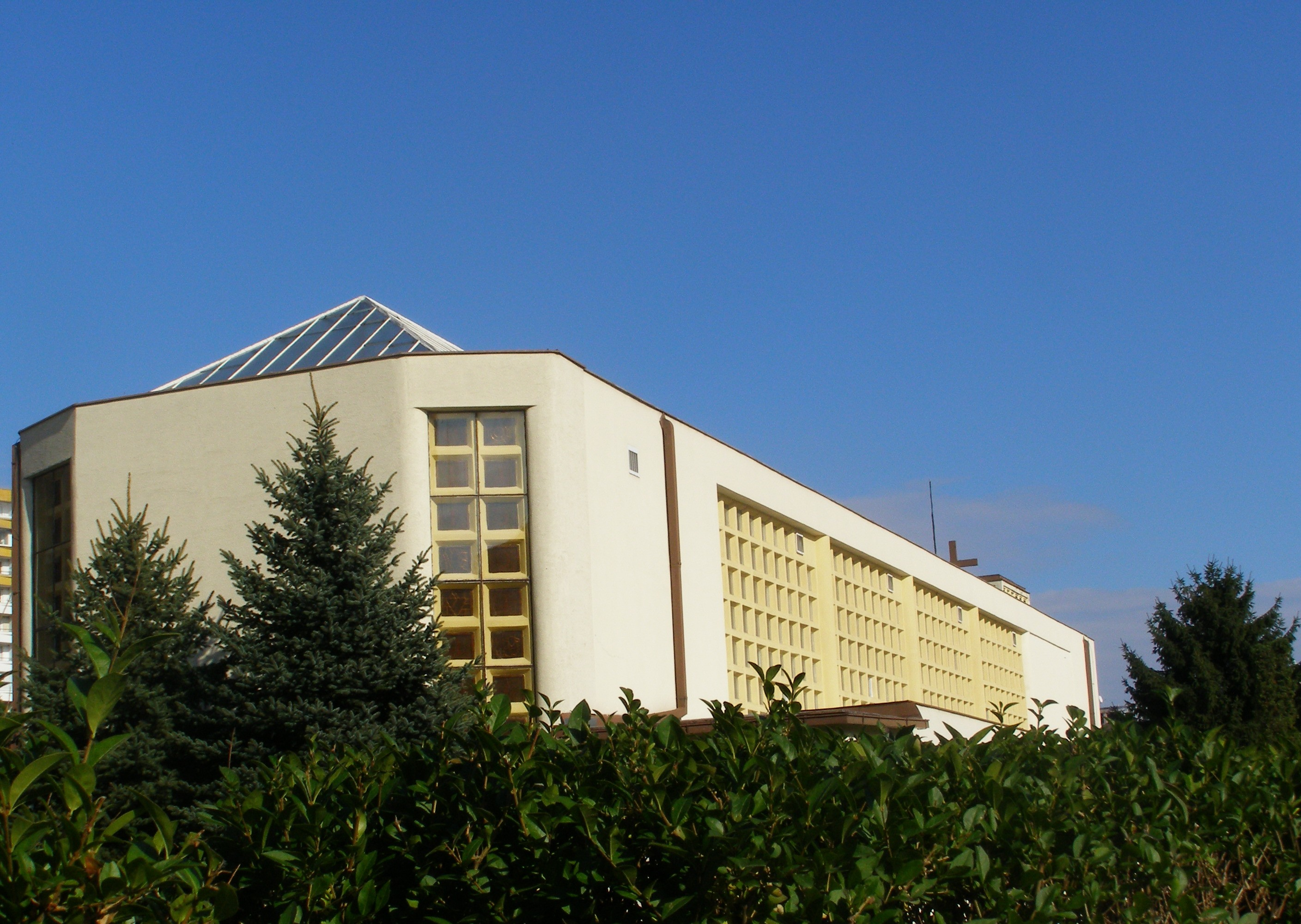
Pohled zezadu

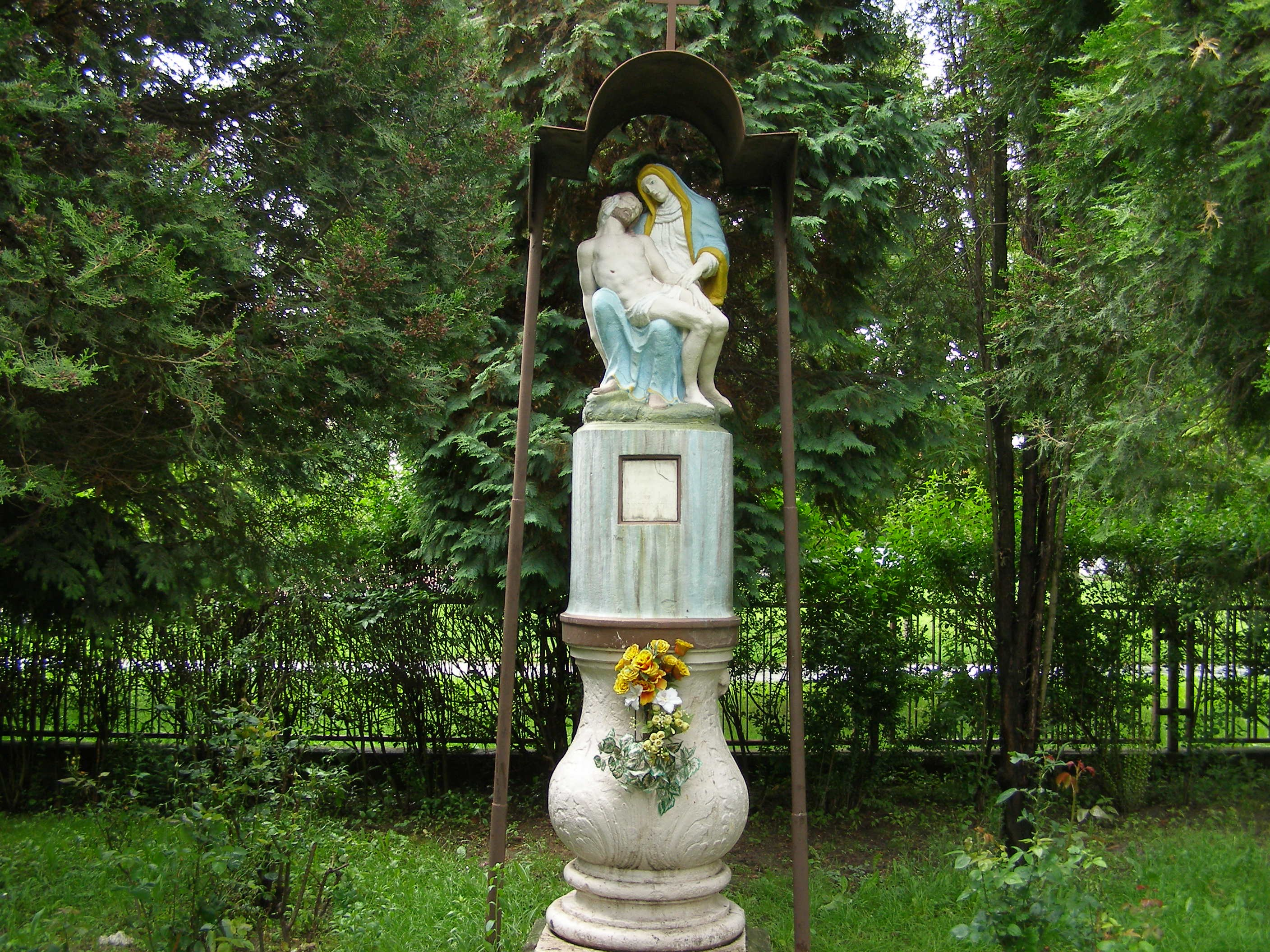
Socha piety před kostelem

Poloha kostela souvisela s původní strukturou obce. Nacházel se v blízkosti hlavní silnice, která vedla v severojižním směru a spojovala Petržalku s dalšími jižnějšího obcemi (Jarovce, Rusovce, Čunovo). Po asanaci téměř celé obce v 70. a 80. letech 20. století se kostel stal jedním z mála dochovaných budov původní obce. Objekt kostela se tak dostal do nové urbanistické struktury. V současnosti se kostel nachází v bezprostřední blízkosti významného pěšího tahu vedoucího z petržalského nádraží na nábřeží Dunaje. Součástí pozemku, na kterém stojí kostel je zahrada a dvoupodlažní budova fary.

## Architektura
Architektura dává výrazně najevo svůj funkcionalistický původ. Hlavními znaky tohoto architektonického směru, které jsou na stavbě jasně čitelné, jsou jednoduchost a účelnost. I Hmotová kompozice objektu výrazně podléhá tomuto směru a je jasně definována vnitřní funkcí. Základem kompozice je hlavní loď kostela. Po stranách jsou nižší boční lodě. Na kratších stranách hlavní lodi je umístěna vstupní část a část s presbytářem.
Do kostela se vstupuje ze severovýchodní strany. Úroveň podlahy v interiéru je zvýšená, vystupuje se po širokých schodech, překrytých krátkou konzolou. Nad vstupní branou je rastr malých čtverečních oken, která osvětlují prostor chóru. Rovinu střechy hlavní lodi jen málo převyšuje zvonice. Je vyjádřena ve velmi symbolické formě. Členěná je stejným rastrem otvorů jako stěna nad vstupem, zde jsou však otvory na ozvučení.
Prvkem, který člení stěny hlavní lodi je pravidelný rastr osvětlovacích otvorů resp. falešných oken. Jedna stěna lodi je vyplněna okny, zatímco druhá zůstává plná, je však na ní viditelný stejný rastr "zazděných" oken. Obě boční lodě mají těsně pod římsou po celé délce osvětlovací pás vyskládaný ze čtvercových oken. Na západní straně přechází prostor hlavní lodě do presbytáře. Ten je z velké části abstrahovaný a z exteriéru se nedá rozlišit, kde se přesně nachází hranice mezi oběma prostory. Prosvětlený je jehlanovou průsvitnou konstrukcí.

## Interiér
Interiér také podléhá všem charakteristickým znakům období funkcionalismu. I při prvním pohledu je velmi jasná jednoduchost a účelnost všech interiérových prvků. V hlavní lodi jsou umístěny lavice, v přední části přechází prostor lodi do presbytáře. Jediným prvkem, který předěluje oba prostory je symbolické schodiště, které má stejnou šířku jako hlavní loď. V presbytáři jsou jednoduché stolce pro kněze a ministranty. Nejdominantnějším prvkem interiéru je dřevěný kříž s ukřižovaným Kristem. Presbytář je osvětlen světlíkem, jehož skleněné výplně jsou barevné. V celém interiéru je to jediný prvek, který má charakter dekorace (kostel je zasvěcen svatému Kříži - odtud název).
Strohý, místy až průmyslový výraz prostoru podporuje i přísné a pravidelné členění mohutnými kruhovými sloupy, které procházejí v celé výšce hlavní lodi. Méně výrazným ale viditelným ozdobným motivem jsou zastavení křížové cesty v podobě malých dřevořezeb zavěšených na stěnách bočních lodí. Barevnost interiéru ladí jak s barevností exteriérové části, tak s celkovým (jednoduchým, strohým) výrazem budovy. V kombinaci je zde světlý odstín krémové barvy, která je použita ve vyšší části hlavní lodě, zbylá část je bílé barvy. Stěny jsou v kontrastu s dřevěnými původními lavicemi. Nad vstupní částí (zádveřím) je prostor kruchty s varhany. Točité schody na kruchtu jsou nenápadně umístěny v zádveří.

## Konstrukční řešení
Nosnou konstrukcí objektu je skeletová soustava ze železobetonu. Při stavbě byla použita zlínská technologie odnímatelného ocelového bednění. Tento způsob výstavby se ukázal jako velmi účinný z hlediska časové i finanční náročnosti. Rozměry základního modulu konstrukce jsou 6 x 8 m, boční lodě jsou široké 3 m.
Kostel patří nejen svým architektonickým ztvárněním ale i novátorským přístupem k zajímavým bratislavským stavbám. Představoval v té době nový pohled na tvorbu sakrálních staveb. Tento nový pohled souvisel jednak s probíhajícím obdobím funkcionalismu, jednak s experimentováním v oblasti stavebních technologií. Především v uplatňování průmyslové výroby, unifikace a standardizace. Tento postup je typický pro tzv. Zlínskou architekturu - specifický směr ve formování meziválečné československé architektury.
V současnosti je kostel ve správě Společnosti Božího Slova (verbistů). Přesto, že kostel byl postaven již před více než 70 lety, stále působí elegantně a velmi přesně a přímo ukázkově vystihuje dobu jeho vzniku.